# مورگان رادفورد
مورگان رادفورد (انگلیسی: Morgan Radford؛ زادهٔ ۱۸ نوامبر ۱۹۸۷) روزنامه‌نگار اهل ایالات متحده آمریکا است.
وی همچنین برندهٔ جوایزی همچون برنامه فولبرایت شده‌است.